# Samgyetang
Samgyetang is een soep uit de Koreaanse keuken op basis van kippenvlees. De soep wordt ook wel kip en ginseng soep genoemd, omdat in de kip een stukje ginseng te vinden is. De soep bestaat voornamelijk uit een hele kip die gevuld is met witte rijst en gekookt wordt in mengsel van water, knoflook, gember, gedroogde jujube en ginseng.
Traditioneel is dit een soep die met name in de zomer gegeten werd. Ook wordt de soep vaak aan zieke mensen geserveerd om aan te sterken. De soep is licht verteerbaar en voedzaam.